# Hamburger Wasserwerke

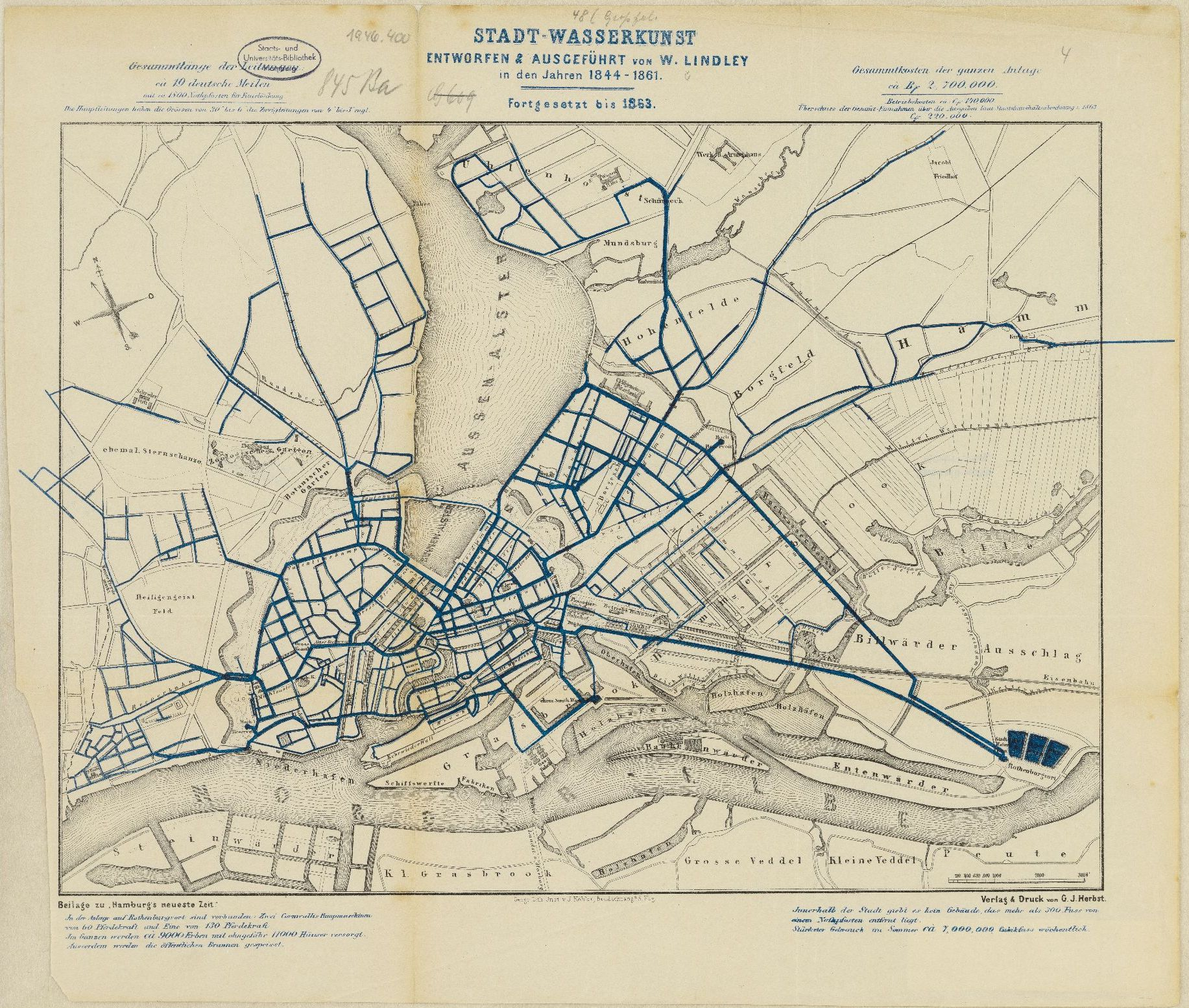
Versorgungsnetz der „Stadtwasserkunst“ im Jahr 1864

Die Hamburger Wasserwerke GmbH (HWW) sind das älteste öffentliche Wasserversorgungsunternehmen auf dem europäischen Kontinent. Es beliefert etwa zwei Millionen Menschen in Hamburg und 21 Umlandgemeinden mit Trinkwasser. Die HWW befinden sich über die HGV zu 100 % im Eigentum der Freien und Hansestadt Hamburg.

## Geschichte
Im 14. Jahrhundert entstanden die ersten Leitungssysteme in Hamburg, die Quellwasser auf Grundstücke leiteten.
Vom 16. Jahrhundert an versorgten „Alster-Wasserkünste“ genossenschaftlich organisierte Bürger und Privatpersonen. Die sich verschlechternde Wasserqualität führte zum Bau zweier privater „Elb-Wasserkünste“. Parallel zu diesen nebeneinander existierenden und konkurrierenden Versorgungssystemen gab es in der Stadt Schöpfbrunnen, Wasserträger und Wasserwagen.
Die Brandkatastrophe von 1842, bei der ein Drittel der Stadt abbrannte, führte zu der politischen Entscheidung, eine öffentliche, zentrale Wasserversorgung nach den Plänen von William Lindley zu bauen. 1848 nahm die „Stadtwasserkunst“ in Hamburg-Rothenburgsort den Betrieb auf. Geklärtes Elbwasser wurde in Behälter auf die Dachböden der Stadthäuser gepumpt. Die Choleraepidemie von 1892 zwang den Hamburger Senat, für die Fertigstellung des Filtrierwerks Kaltehofe zu sorgen.
Die abnehmende Qualität des Elbwassers führte zur Suche nach Alternativen und der Entwicklung von Verfahren, aus Grundwasser gutes Trinkwasser aufzubereiten. 1905 nahm das Grundwasserwerk Billbrook die Arbeit auf, 1928 das Grundwasserwerk Curslack. Die schrittweise Umstellung der Trinkwasserversorgung von Elbwasser auf Grundwasser dauerte bis 1964. Seitdem wird in Hamburg das Trinkwasser nur aus Grundwasser aufbereitet.
Am 1. April 1924 wurde die zur Baudeputation gehörende Stadtwasserkunst in die Hamburger Wasserwerke GmbH umgewandelt. Einziger Gesellschafter ist die Freie und Hansestadt Hamburg, heute über die HGV Hamburger Gesellschaft für Vermögens- und Beteiligungsmanagement mbH.

### Trinkwasserversorgung
Zur Versorgung der hamburgischen Gebiete Großhansdorf, Walddörfer und Farmsen und der preußischen Stadt Wandsbek entstanden 1928 die „Wasserwerke Hamburg-Ost GmbH“.
Aus den Städten Hamburg, Wandsbek, Altona, Harburg-Wilhelmsburg sowie 27 umliegenden preußischen Gemeinden entstand 1937 durch das Groß-Hamburg-Gesetz Hamburg in seinen heutigen Grenzen. Für die Wasserversorgung des gesamten Gebietes wurden die Hamburger Wasserwerke zuständig.
Sie übernahm nun auch die Wasserwerke Altona und Harburg.

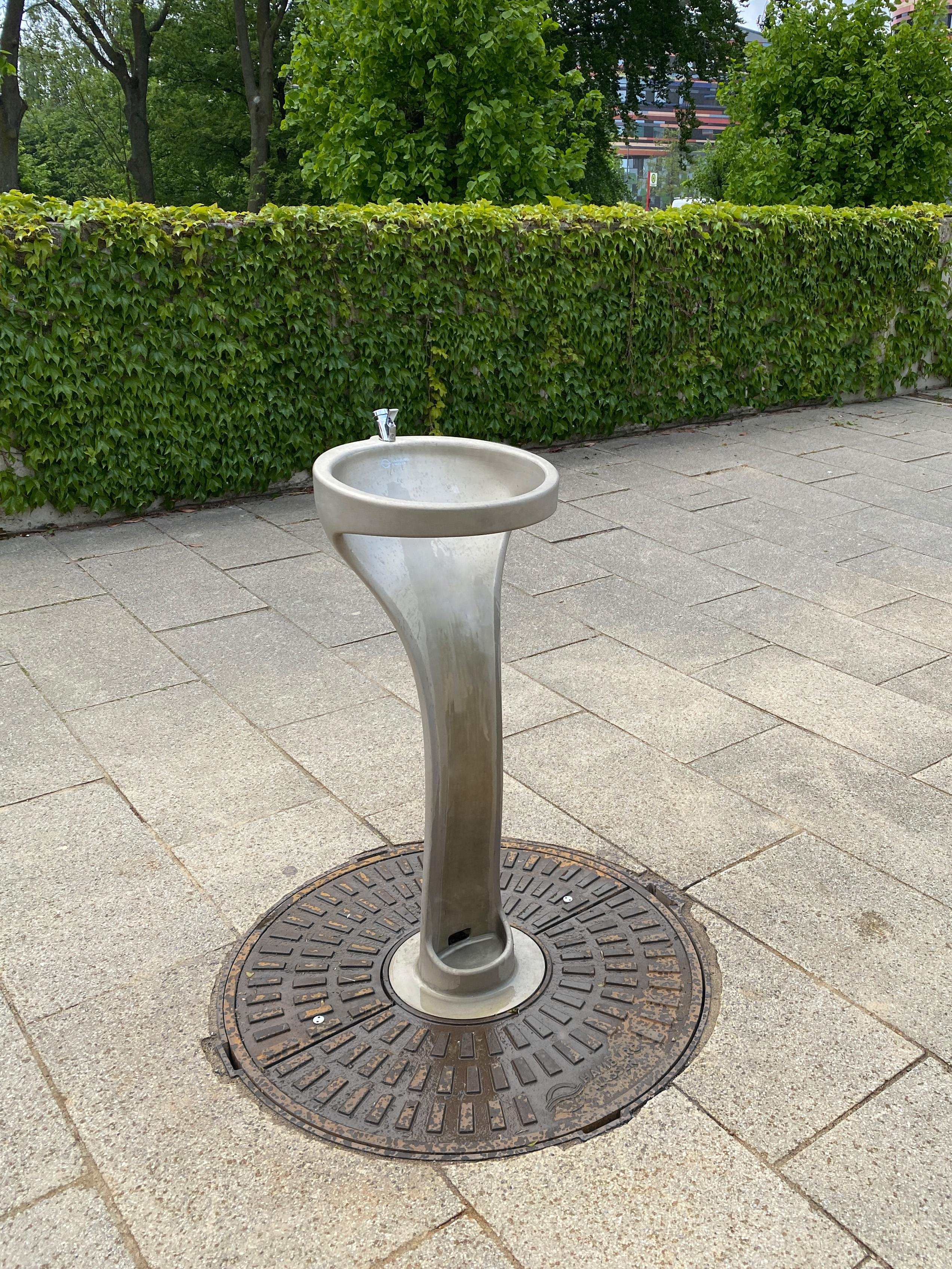
Öffentlicher Trinkbrunnen der Wasserwerke am Kurt-Emmerich-Platz

### Badeanstalten und Schwimmbäder
Gleichzeitig mit der Gründung 1924 erfolgte die Übergabe des Betriebs der Warmbadeanstalten an die Hamburger Wasserwerke. Bis 1995 wurden die Hamburger öffentlichen Schwimmbäder mit Ausnahme einiger Naturseen und Privatbäder von den HWW betrieben. Danach wurde diese Betriebssparte der Bäderland Hamburg GmbH übertragen.

### Hamburg Wasser
Seit dem 1. Januar 2006 sind die Hamburger Stadtentwässerung und die HWW gleichberechtigte Bestandteile des Gleichordnungskonzerns Hamburg Wasser.

## Heute betriebene Wasserwerke
| Wasserwerk                                | Bild | Koordinaten                | Bemerkungen                                                                                      |
| ----------------------------------------- | ---- | -------------------------- | ------------------------------------------------------------------------------------------------ |
| Baursberg                                 |      | 53,56608° N, 9,78752° O    | Dazugehöriges ehemaliges Elbwasserpumpwerk "Altona" am Falkensteiner Ufer: 53,5615° N, 9,7838° O |
| Bergedorf                                 |      | 53,49614° N, 10,23179° O   |                                                                                                  |
| Billbrook                                 |      | 53,53248° N, 10,04465° O   | siehe Hauptpumpwerk Rothenburgsort                                                               |
| Bostelbek                                 |      | 53,47057° N, 9,9318° O     |                                                                                                  |
| Curslack                                  |      | 53,46599° N, 10,22904° O   |                                                                                                  |
| Glinde                                    |      | 53,5492° N, 10,19736° O    |                                                                                                  |
| Großensee                                 |      | 53,62959° N, 10,3544° O    |                                                                                                  |
| Großhansdorf                              |      | 53,672622° N, 10,283744° O |                                                                                                  |
| Haseldorfer Marsch                        |      | 53,6044° N, 9,6719° O      | Gemeinde Wedel                                                                                   |
| Langenhorn                                |      | 53,67822° N, 10,0146° O    |                                                                                                  |
| Wasserwerk Sande (Lohbrügge)              |      | 53,49634° N, 10,19071° O   | dazugehöriger Wasserturm: Sander Dickkopp 53,49958° N, 10,19204° O                               |
| Neugraben                                 |      | 53,46705° N, 9,8643° O     |                                                                                                  |
| Nordheide                                 |      | 53,24087° N, 10,05425° O   | Gemeinde Hanstedt                                                                                |
| Schnelsen                                 |      | 53,64448° N, 9,92717° O    |                                                                                                  |
| Stellingen                                |      | 53,6046° N, 9,93576° O     |                                                                                                  |
| Süderelbmarsch                            |      | 53,47825° N, 9,89637° O    |                                                                                                  |
| Walddörfer                                |      | 53,66103° N, 10,14803° O   |                                                                                                  |
| Verwaltung & Hauptpumpwerk Rothenburgsort |      | 53,53248° N, 10,04465° O   | Bild vom Wasserturm 1848 am Hauptpumpwerk (noch mit Rauchabzug für die damaligen Dampfmaschinen) |

Schieber und Klappe, ausgestellt im Grundwasserwerk Süderelbmarsch
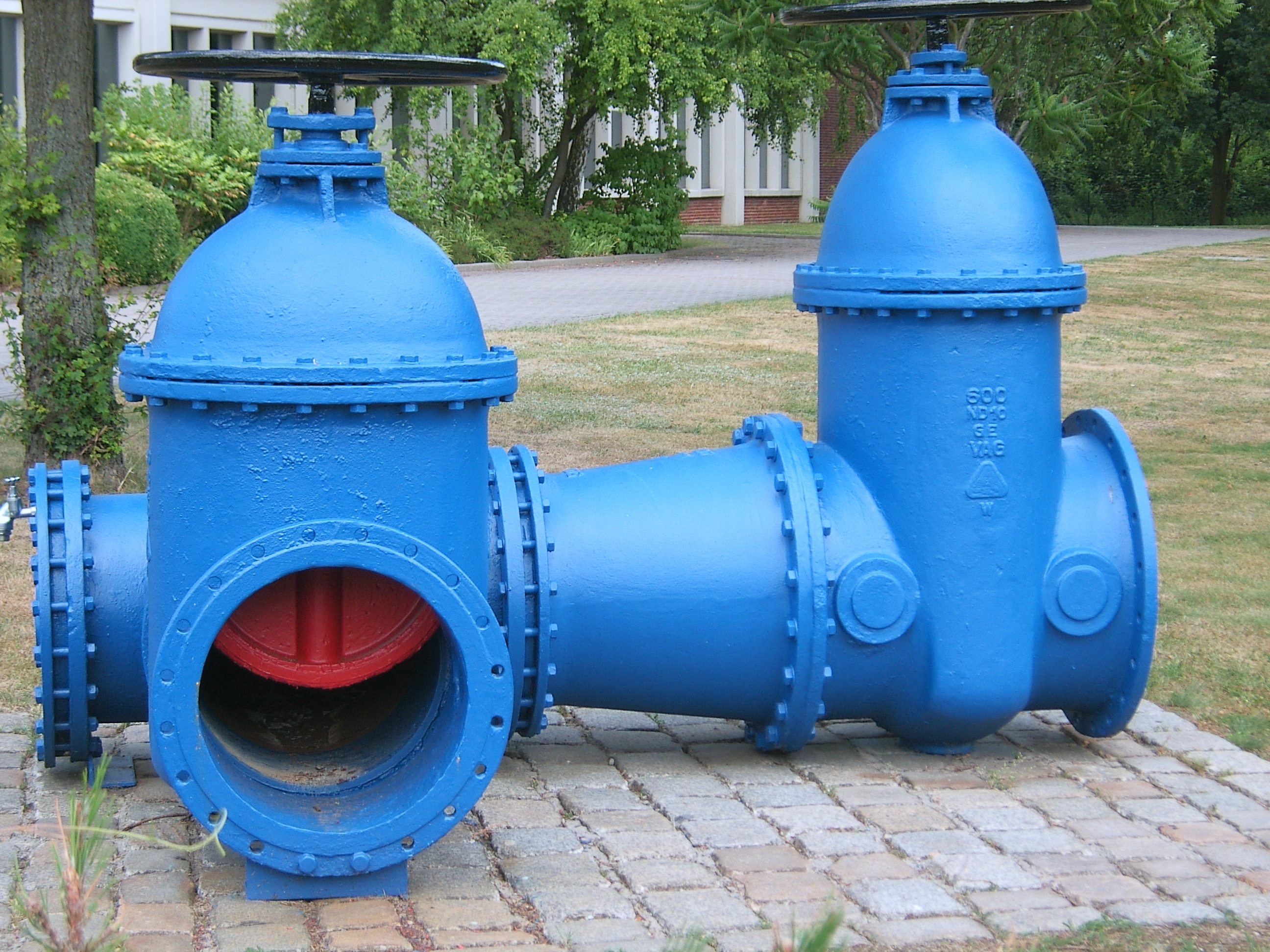
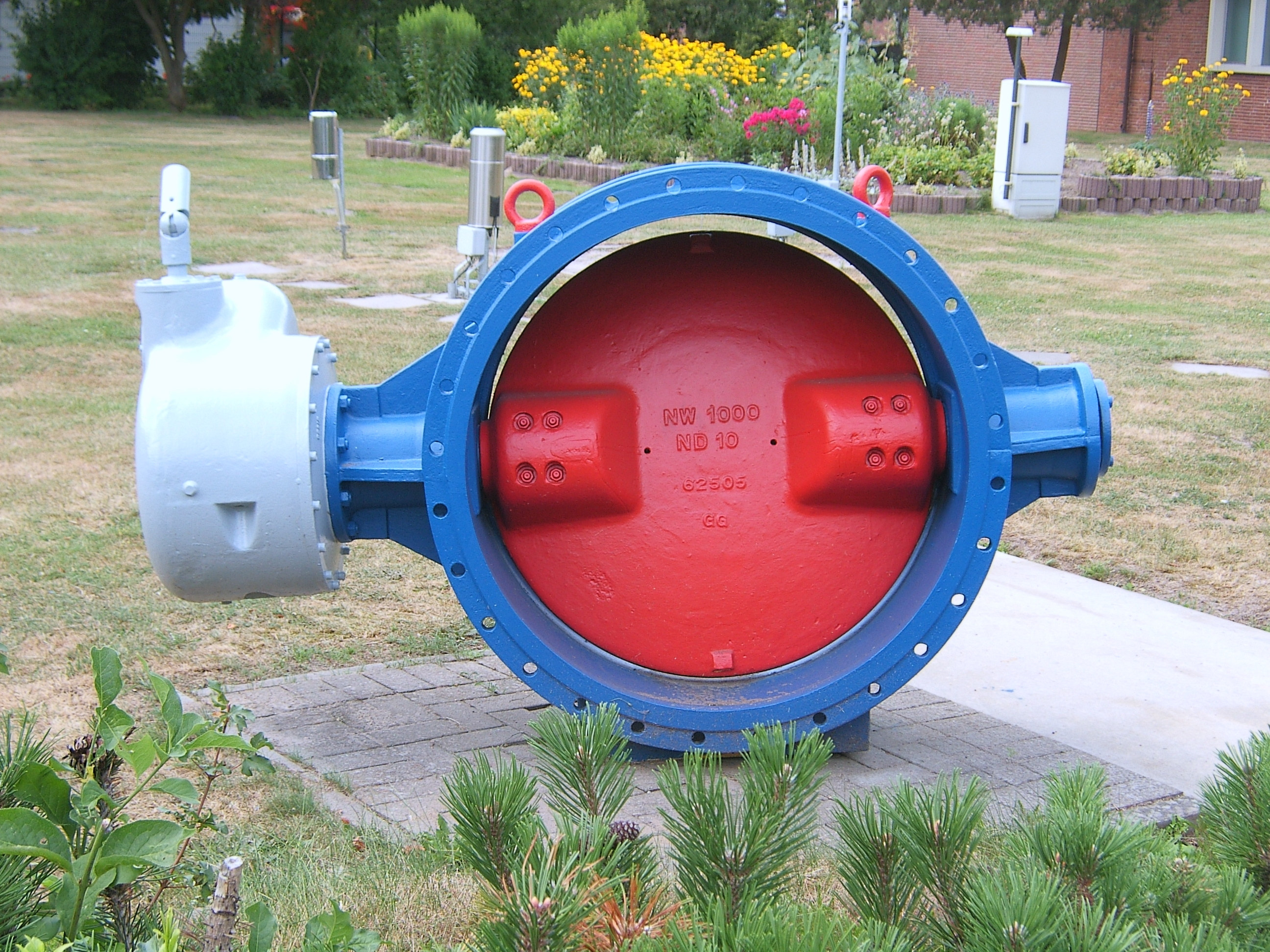

## Ehemalige Wasserwerke
| ehemaliges Wasserwerk | Bild | Koordinaten              | Bemerkungen |
| --------------------- | ---- | ------------------------ | --- |
| Billstedt             |      | 53,54218° N, 10,11049° O | Grundwasserwerk, stillgelegt, da an derselben Grundwasserader wie Curslack. Weiternutzung als Gemeinschaftszentrum Kulturpalast im Wasserwerk |
| Kaltehofe             |      | 53,52475° N, 10,0543° O  | Wasser von Billwerder-Moorfleet wurde in Absetzbecken mit Sandfiltern gereinigt um dann im Hauptpumpwerk Rothenburgsort ins Hauswassernetz eingespeist zu werden. Stillgelegt: Weiternutzung als museales Objekt Wasserkunst Kaltehofe , |
| Billwerder-Moorfleet  |      | 53,50712° N, 10,06338° O | seit Gründung bis in die 1960er Elbwasserförderung danach Umstellung auf Grundwasser. 1976 (ein extrem trokenener Sommer) ein vergeblicher Versuch die historischen, seit Jahren stillgelegten Elbwasserpumpen wieder in Betrieb zu nehmen. Stillgelegt (wann?) auf Grund der Grundwasserbelastungen durch Böringer in Hamburg-Moorfleet Das Gelände ist zurzeit nicht frei zugänglich |